# Bagnols-en-Forêt
Bagnols-en-Forêt là một xã thuộc tỉnh Var trong vùng Provence-Alpes-Côte d’Azur, Pháp. Xã này có diện tích 42,9 km², dân số năm 2006 là 2146 người. Xã này nằm ở khu vực có độ cao trung bình 300 mét trên mực nước biển.

## Biến động dân số
| Năm | 1962 | 1968 | 1975 | 1982 | 1990 | 1999 | 2006 |
| --- | ---- | ---- | ---- | ---- | ---- | ---- | ---- |
| Dân số | 560  | 562  | 682  | 889  | 1274 | 1672 | 2146 |
| From the year 1962 on: No double counting—residents of multiple communes (e.g. students and military personnel) are counted only once. |      |      |      |      |      |      |      |